# روساس رشتونی
روساس رشتونی (انگلیسی: R. J. Rushdoony؛ زاده ۲۵ آوریل ۱۹۱۶ – درگذشته ۸ فوریهٔ ۲۰۰۱) فیلسوف تاریخ‌نگار و متخصص الهیات کالوینیست ارمنی‌تبار اهل ایالات متحده آمریکا بود. او الهام بخش جنبش نوین مسیحی مدرسه در منزل است او را ایدئولوگ کالوینیسم و به‌طور گسترده پدر بازسازی مسیحیت معاصر می‌شناسند. مریدان او بر این باورند که تعلیمات او بر مسیحیان راست پروتستان تأثیر بسیاری می‌گذارد.